# Дърам (графство)
Вижте пояснителната страница за други значения на Дърам.
Дърам (на английски: Durham) е административно, церемониално и историческо графство в Северна Англия, регион Североизточна Англия. Административен център е град Дърам.
Церемониалното (географско) графство включва административното графство, единните администрации Дарлингтън и Хартълпул и северната част на единната администрация Стоктън на Тийс.
Историческото графство включва географското графство без южната част на окръг Тийсдейл, която влиза в историческото графство Йоркшир, както и Гейтсхед, Южен Тайнсайд и Съндърланд, които са част от административното графство Тайн и Уиър.